# Олесно
Олесно (пол. Olesno, нім. Rosenberg) — місто в південно-західній Польщі, на річці Стобрава.
Адміністративний центр Олеського повіту Опольського воєводства.

## Демографія
Демографічна структура станом на 31 березня 2011 року:
|          | Загалом | Допрацездатний вік | Працездатний вік | Постпрацездатний вік |
| -------- | ------- | ------------------ | ---------------- | -------------------- |
| Чоловіки | 4591    | 770                | 3259             | 562                  |
| Жінки    | 5057    | 723                | 3096             | 1238                 |
| Разом    | 9648    | 1493               | 6355             | 1800                 |